# USS LST-916
El USS LST-916 fue un buque de desembarco de tanques de la clase LST-542 de la Armada de los Estados Unidos. Como muchos de su clase, no tenía nombre y se lo menciona correctamente por la designación de su casco.

## Hundimiento
Después de la Segunda Guerra Mundial, el LST-916 cumplió funciones de ocupación en el Lejano Oriente hasta mediados de noviembre de 1945. Fue dado de baja el 5 de abril de 1946 y transferido al Ejército de los Estados Unidos el 28 de junio de ese mismo año. El 29 de septiembre de 1947, fue eliminado de la lista de la Armada estadounidense y, el 4 de octubre de 1948, el LST-916 se perdió en el tifón Libby cerca del arrecife de Naha, cerca de Naha, Okinawa.